# البنقلة
البَنْقَلَة أو نقحرةً: ألبينجا (بالإيطالية: Albenga)‏، (باللاتينية: Albingaunum)، هي مدينة وبلدية تقع على خليج جنوة، على الريفيرا الإيطالية، في مقاطعة سافونا، في ليجوريا، شمال إيطاليا. ألبينجا لديها لقب مدينة من مئات الأبراج. يعتمد الاقتصاد في الغالب على السياحة، والتجارة المحلية، والزراعة. تضم ألبينجا ست قرى صغيرة: سان فيديل، لوزينيانو، كامبوتشيزا، ليكا، باستيا، ساليا.

## المناخ
يظهر الجدول التالي التغييرات المناخية على مدار السنة لألبينجا:
| البيانات المناخية لـألبينجا        | البيانات المناخية لـألبينجا | البيانات المناخية لـألبينجا | البيانات المناخية لـألبينجا | البيانات المناخية لـألبينجا | البيانات المناخية لـألبينجا | البيانات المناخية لـألبينجا | البيانات المناخية لـألبينجا | البيانات المناخية لـألبينجا | البيانات المناخية لـألبينجا | البيانات المناخية لـألبينجا | البيانات المناخية لـألبينجا | البيانات المناخية لـألبينجا | البيانات المناخية لـألبينجا |
| الشهر                              | يناير                       | فبراير                      | مارس                        | أبريل                       | مايو                        | يونيو                       | يوليو                       | أغسطس                       | سبتمبر                      | أكتوبر                      | نوفمبر                      | ديسمبر                      | المعدل السنوي               |
| ---------------------------------- | --------------------------- | --------------------------- | --------------------------- | --------------------------- | --------------------------- | --------------------------- | --------------------------- | --------------------------- | --------------------------- | --------------------------- | --------------------------- | --------------------------- | --------------------------- |
| الدرجة القصوى °م (°ف)              | 22.0 (71.6)                 | 24.6 (76.3)                 | 24.0 (75.2)                 | 28.0 (82.4)                 | 32.5 (90.5)                 | 35.0 (95.0)                 | 37.1 (98.8)                 | 37.0 (98.6)                 | 33.8 (92.8)                 | 29.3 (84.7)                 | 25.0 (77.0)                 | 22.0 (71.6)                 | 37.1 (98.8)                 |
| متوسط درجة الحرارة الكبرى °م (°ف)  | 11.7 (53.1)                 | 12.4 (54.3)                 | 14.6 (58.3)                 | 17.4 (63.3)                 | 21.2 (70.2)                 | 25.0 (77.0)                 | 28.7 (83.7)                 | 28.5 (83.3)                 | 25.3 (77.5)                 | 21.1 (70.0)                 | 15.7 (60.3)                 | 12.7 (54.9)                 | 19.5 (67.1)                 |
| متوسط درجة الحرارة الصغرى °م (°ف)  | 0.5 (32.9)                  | 1.3 (34.3)                  | 3.2 (37.8)                  | 6.2 (43.2)                  | 9.8 (49.6)                  | 13.3 (55.9)                 | 15.9 (60.6)                 | 15.7 (60.3)                 | 13.1 (55.6)                 | 9.1 (48.4)                  | 4.4 (39.9)                  | 1.4 (34.5)                  | 7.8 (46.0)                  |
| أدنى درجة حرارة °م (°ف)            | −12.4 (9.7)                 | −11.0 (12.2)                | −8.0 (17.6)                 | −3.0 (26.6)                 | −1.0 (30.2)                 | 4.0 (39.2)                  | 6.6 (43.9)                  | 6.2 (43.2)                  | 3.7 (38.7)                  | −1.8 (28.8)                 | −6.6 (20.1)                 | −8.6 (16.5)                 | −12.4 (9.7)                 |
| الهطول مم (إنش)                    | 101.4 (3.99)                | 89.7 (3.53)                 | 90.4 (3.56)                 | 81.6 (3.21)                 | 76.1 (3.00)                 | 38.2 (1.50)                 | 21.3 (0.84)                 | 43.3 (1.70)                 | 55.0 (2.17)                 | 105.5 (4.15)                | 96.8 (3.81)                 | 78.9 (3.11)                 | 878.2 (34.57)               |
| متوسط أيام هطول الأمطار (≥ 1.0 mm) | 6.2                         | 5.2                         | 6.1                         | 6.6                         | 6.5                         | 4.0                         | 2.8                         | 3.8                         | 4.4                         | 6.4                         | 6.3                         | 5.0                         | 63.3                        |
| متوسط الرطوبة النسبية (%)          | 73                          | 73                          | 72                          | 79                          | 79                          | 79                          | 77                          | 77                          | 78                          | 78                          | 75                          | 76                          | 76                          |
| المصدر: Servizio Meteorologico     |                             |                             |                             |                             |                             |                             |                             |                             |                             |                             |                             |                             |                             |

## السكان
تطور النمو السكاني لـ ألبينجا

## أعلام
- رافاييلي بوريا ريتشي دولمو
- فرانكو فاسانو
- ميركو سيليستينو
- أنطونيو ريتشي
- إيف بارساك